# La Vie en rose
La Vie en rose è un brano scritto, interpretato e portato al successo dalla cantante francese Édith Piaf.

## Storia
Piaf stessa ne scrisse il testo nel 1945, con il titolo Les choses en rose, e chiese a Robert Chauvigny, suo direttore d'orchestra e arrangiatore, di musicarlo; lui però si rifiutò, ritenendolo indegno della sua firma. Fu dunque il compositore e pianista Louiguy (Louis Guglielmi) a dare una musica a quei versi che, con un nuovo titolo, divennero un successo mondiale e la canzone dell'amore romantico per eccellenza.
L'espressione idiomatica francese voir la vie en rose ha il suo esatto equivalente nell'italiano "vedere la vita rosa", nel senso di essere ottimisti e privi di preoccupazioni per il futuro. Nel testo la Piaf ribadisce la sua incrollabile fede nell'amore e il suo ingenuo ottimismo, temi, questi, che furono costanti nelle sue canzoni.
La versione inglese del testo fu scritta da Mack David che però lasciò in francese La Vie en rose sia nel titolo sia nel corpo del testo ogni volta che queste ricorrevano nell'originale.
La fama di questo brano è tale che il film di Olivier Dahan sulla vita di Edith Piaf, nell'originale francese La Môme (soprannome della cantante), in Italia è stato titolato La Vie en rose.
Alla canzone venne conferito il Grammy Hall of Fame Award nel 1998.

## Cover del brano

### Versione di Grace Jones
Grace Jones ha registrato una propria versione de La Vie en rose nel 1977 per il suo album di debutto Portfolio. Questo è stato il terzo e ultimo singolo estratto dall'LP, nonché il primo pubblicato sotto l'etichetta Island Records, con cui Jones aveva da poco firmato un contratto.
La versione del singolo è stata notevolmente modificata da quella presente nell'album. La cover della Jones ha conferito al brano della Piaf un arrangiamento in stile bossa nova e disco, ed è divenuta la sua prima grande hit internazionale e una delle sue signature song. Nel 1981 è stata inserita nella collezione di video A One Man Show, l'unica canzone dell'era disco della cantante. Nel Regno Unito il brano è riuscito ad entrare nella Top 20 della classifica ufficiale soltanto nel 1986, quando è stato ripubblicato assieme a Pull Up to the Bumper per promuovere la raccolta Island Life.
Grace Jones ha dichiarato questo a proposito della canzone: «Questa è davvero una canzone speciale per me. Mio Dio, piango sempre ogni volta che la canto. Ho avuto alcuni amanti francesi, per questo ogni volta che la canto penso sempre a loro.»
Il videoclip della canzone è stato realizzato tramite la tecnica a chroma key, e presenta Jones che balla e canta con lo sfondo raffigurante il famoso montaggio del 1978 di lei stessa che sarà poi la copertina della raccolta Island Life. Il video inizia con la cantante che è avvolta da un cappotto rosa; una volta rimosso, lei appare in un vestito oro scintillante che le mette in risalto il capezzolo destro e la sua biancheria intima.
La base della versione di Grace Jones è stata utilizzata come campionamento in diversi brani, come Beach Walk di Whitewoods, che ha utilizzato una porzione dell'esibizione live del 1981 senza richiedere un permesso di copyright fino al 2019, quando Whitewoods ha pubblicato un video in cui annunciava di aver avuto accesso al sample.

### Classifiche
| Classifica (1977-86)          | Posizione massima |
| ----------------------------- | ----------------- |
| Belgio (Ultratop 50 Fiandre)  | 13                |
| Belgio (Ultratop 50 Vallonia) | 27                |
| Canada Dance/Urban (RPM)      | 28                |
| Canada Top Singles (RPM)      | 87                |
| Francia (SNEP)                | 3                 |
| Italia (Hit Parade Italia)    | 3                 |
| Paesi Bassi (Dutch Top 40)    | 4                 |
| Paesi Bassi (Single Top 100)  | 4                 |
| Spagna (AFYVE)                | 20                |
| UK (Official Singles Chart)   | 12                |
| US Billboard Hot 100          | 109               |
| US Dance Club Songs           | 10                |

### Altre interpretazioni
Pochissime canzoni nella storia della musica leggera possono vantare una fama comparabile e tante differenti versioni discografiche: oltre a Grace Jones diversi altri artisti ne hanno inciso una loro interpretazione, tra cui si possono almeno ricordare  Louis Armstrong; Petula Clark; Dalida; Marlene Dietrich; Jula de Palma; Céline Dion; Ella Fitzgerald; Lady Gaga; Melody Gardot; Cyndi Lauper; Madonna; Mireille Mathieu; Yves Montand; Dean Martin; Michael Bublé; Amália Rodrigues; Donna Summer; Belinda Carlisle; ZAZ. Fra gli italiani, si annoverano le versioni di Ornella Vanoni e del trio Yavanna, oltre agli adattamenti in italiano interpretati da Milva (che al repertorio della Piaf dedicò un intero LP), Carlo Buti e Bobby Solo, che la incise nel suo album omonimo.
Il brano è stato eseguito anche dai tenori José Carreras, Plácido Domingo e Luciano Pavarotti, sotto la direzione del direttore d'orchestra Zubin Mehta.

## Il brano nella cultura di massa
- La canzone viene citata ripetutamente nel film Sabrina del 1954, con Audrey Hepburn, che la definisce «la maniera francese per dire "sto guardando il mondo con degli occhiali colorati di rosa"».
- In Italia, una versione strumentale della canzone costituiva la sigla del programma televisivo Agenzia matrimoniale.
- Una versione della canzone viene cantata nell'episodio 16 della nona stagione di How I Met Your Mother dalla futura moglie di Ted Mosby (Cristin Milioti).
- La canzone è presente come music theme nel DLC Burial at Sea: Episode 2 del videogioco BioShock Infinite.
- La canzone è presente nel film di animazione Wall-E interpretata da Louis Armstrong.
- La canzone è stata usata per il trailer di lancio del videogioco Far Cry 4.
- Il testo italiano fu scritto da Leonardi e pubblicato nel 1946 tramite le omonime Edizioni Musicali LEONARDI.
- La canzone è presente nel film diretto da Oliver Stone e sceneggiato da Quentin Tarantino, Assassini nati - Natural Born Killers (1994).
- La canzone è il tema del film Amami se hai coraggio.
- La canzone viene citata nella parte finale del racconto "All'idrogeno" scritto da Dino Buzzati.
- La canzone viene cantata a cappella nell'episodio 6 della prima stagione della serie Netflix Emily in Paris.
- La canzone viene menzionata in due versi di Amarcord di Sarah Toscano, con cui la suddetta cantante ha partecipato alla 75ª edizione del Festival di Sanremo.